# 20638 Lingchen
20638 Lingchen este un asteroid din centura principală de asteroizi.

## Descriere
20638 Lingchen este un asteroid din centura principală de asteroizi. A fost descoperit pe 4 octombrie 1999 la Socorro, New Mexico, în cadrul proiectului LINEAR. Asteroidul prezintă o orbită caracterizată de o semiaxă mare de 2,73 ua, o excentricitate de 0,06 și o înclinație de 4,2° în raport cu ecliptica.